# Yossi & Jagger
Yossi & Jagger (Brasil: Delicada Relação / Portugal: Yossi & Jagger) (Hebraico: יוסי וג'אגר‎ [pronuncia-se: Yossi VeJagger]) é um filme israelense de 2002, dirigido por Eytan Fox, sobre a rotina diária de soldados na fronteira entre Israel e Líbano.
O filme teve uma sequência intitulada Yossi (Hebraico: הסיפור של יוסי), lançada em 2012, que retoma a história dez anos após os eventos do primeiro filme.
Os papéis principais do filme são estrelados por Ohad Knoller (como Yossi), e Yehuda Levi (como Lior Amichai 'Jagger').

## Enredo
Yossi (Ohad Knoller) é um tenente do exército israelense e comanda uma companhia na fronteira entre Israel e Líbano. Ele mantem um relacionamento amoroso com seu sargento, Lior (Yehuda Levi), que é apelidado de Jagger pelos colegas por seu estilo de astro do rock. Enquanto Yossi é reservado e taciturno, Lior tem um temperamento expansivo e extrovertido. O casal, mantem a relação em segredo e aproveitam as patrulhas externas para poderem ficar a sós um com o outro.
Certo dia, um coronel (Sharon Raginiano) chega à base com dois soldados do sexo feminino, uma das quais segue imediatamente com ele para um dos quartos do bunker. A outra, Yaeli (Aya Koren), mostra-se bastante interessada por Jagger, enquanto tenta se esquivar das investidas sexuais de Ofir (Assi Cohen), que tenta lhe mostrar que ela não desperta interesse algum no oficial. O coronel foi até a base supervisionar uma emboscada noturna com a qual Yossi discorda, pois a luz do luar poderia prejudicar a camuflagem e colocar a segurança de seus soldados em risco.
Lior, que está prestes a deixar o exército, expressa seus sentimentos por Yossi e revela seu desejo de apresentá-lo aos seus pais e de viver com ele.  Entretanto, especialmente por causa da missão de emboscada, Yossi não dá atenção às declarações do amante e os dois discutem. Yossi critica Lior por sua imaturidade, mas não revela seu medo de que a relação entre os dois fosse descoberta.  
Durante a emboscada, Yossi tenta reconciliar-se com Lior, que recusa-se a falar com ele. Ao término da missão, um dos soldados pisa acidentalmente em uma mina terrestre. Lior é mortalmente ferido, morrendo nos braços de seu amante, que só nesse momento é capaz de declarar seu amor por ele. 
Após os funerais, familiares e amigos reúnem-se na casa dos pais de Lior. Sua mãe acredita que Yaeli seja sua namorada e lamenta saber tão pouco sobre o filho, incluindo seu filme e música favoritos. Yossi diz a ela que a música predileta de Jagger era "Bo", cantada por Rita. Ele vê um álbum de fotos e relembra com carinho os momentos vividos com Lior.

## Elenco
- Ohad Knoller - Yossi
- Yehuda Levi - Lior Amichai 'Jagger'
- Assi Cohen - Ophir
- Aya Steinovitz - Yaeli
- Hani Furstenberg - Goldie
- Sharon Raginiano - Coronel
- Yuval Semo - Psycho
- Yaniv Moyal - Samoncha
- Hanan Savyon - Adams
- Erez Kahana - Yaniv
- Shmulik Bernheimer - Shmuel 'Shmulik' Amichai
- Yael Pearl - Varda Amichai